# Пикманов модел
„Пикманов модел” (енгл. Pickman's Model) је приповетка америчког писца Хауарда Филипса Лавкрафта, написана у септембру 1926. и објављивана у октобру 1927. у часопису Weird Tales.

## Радња
Прича се врти око бостонског сликара по имену Ричард Аптон Пикман, који ствара ужасавајуће слике. Његови радови су бриљантно изведени, али су толико сликовити да резултују опозивом његовог чланства у Бостонском уметничком клубу и његовим изопштавањем из градске уметничке заједнице. Приповедач је Пикманов пријатељ, који, после уметниковог мистериозног нестанка, прича једном познанику како га је Пикман повео у обилазак своје личне галерије, сакривене у запуштеној страћари. Како су њих двојица дубље улазили у Пикманов ум и уметност, чинило се да су собе постајале све више ужасавајуће, а слике све страшније, завршавајући се огромном сликом неземаљског, црвенооког хуманоида, налик на пса, који злобно жваће људску жртву.
Чувши буку, Пикман је истрчао из собе са пиштољем, док је приповедач посегнуо да размота нешто што је личило на мали комад смотаног папира причвршћен за монструозну слику. Приповедач је чуо пуцње, а Пикман се вратио са пиштољем који се димио, објашњавајући да је пуцао на неке пацове, те њих двојица одлазе. Након тога, приповедач је схватио да је у нервози зграбио и ставио смотани папир у џеп када је чуо пуцње. Размотао га је и открио да је реч о фотографији не позадине слике, већ њеног субјекта. Пикман није црпео инспирацију из своје болесне маште, већ из чудовишта која су била веома стварна.

## Ликови
- Ричард Аптон Пикман: Приказан је као познати бостонски сликар озлоглашен по својим језивим радовима. Његову пра-пра-пра-пра-баку обесио је Котон Мадер током суђења вештицама у Сејлему 1692. („Пикман” и „Аптон” су, у ствари, стара имена из Сејлема.[1]) Године 1926. Пикман је нестао из свог дома — овај датум је наведен само у Лавкрафтовој „Историји Некрономикона”. Пикман се поново појављује као гул у Сновитој потрази за незнаним Кадатом, где помаже Рандолфу Картеру у његовим путовањима.

Проучавалац Лавкрафта, Роберт М. Прајс, пише: „Пикман из Сновите потраге за незнаним Кадатом сигурно нема много везе са истоименим ликом којег смо срели у 'Пикмановом моделу', иако је он наводно иста особа.” Он сугерише да је приказ Пикмана у Сновитој потрази настао под утицајем лика Тарса Таркаса из Принцезе Марса Едгара Рајса Бароуза.
- Тербер: Приповедач, који упознаје Пикмана радећи на „монографији о ирационалној уметности”, себе описује као „поприлично 'тврдо куваног'”, као и „средовечног и пристојно софистицираног”. Ветеран је Првог светског рата: „Претпостављам да си ме довољно видео у Француској да би знао да нећу бити тако лако нокаутиран.”

Имајући у виду овај опис, Енциклопедија Х. Ф. Лавкрафта сматра да је Терберов ужас Пикмановим сликама „невероватан... напет и хистеричан”. Тербер је један од неколико Лавкрафтових ликова који су развили фобију као резултат својих ужасних искустава; његов страх од метроа и других подземних простора подсећа на онај приповедача из „Вребајућег страха”, који „не може да види бунар или улаз у метро, а да не задрхти”.
- Елиот: Лик коме Тербер прича своју причу, заправо је сурогат читаоца. Иако ниједна од његових реплика није штампана, његова питања и убацивања су имплицирани Терберовим дијалогом.

## Поставка
Попут бруклинског кварта приказаног у Лавкрафтовом „Ужасу у четврти Ред Хук”, бостонски Норт Енд је приказан као запуштени део насељен имигрантима и испреплетен подземним пролазима. Пикман изјављује:
Шта мапе, записи и водичи заиста говоре о Норт Енду? Ха! Гарантујем ти да ћу те одвести до тридесет или четрдесет уличица и мрежа уличица северно од Улице Принс у којима не живи ни десет живих бића осим странаца који их настањују.
Улица Принс, попут Улица Хенчмен, Чартер и Гринаф, су стварне улице Норт Енда. Иако је прича нејасна о тачној локацији Пикмановог студија, очигледно је инспирисана стварном зградом Норт Енда. Лавкрафт је написао да је, када је посетио комшилук са Доналдом Вандрејем, затекао „праву уличицу и кућу из приче потпуно срушене, као и читав низ кривих зграда срушен”.

## Инспирација
Пикманови естетски принципи хорора подсећају на оне у Лавкрафтовом есеју „Натприродни хорор у књижевности” (1925–1927), на коме је радио у време писања ове приповетке. Када Тербер, приповедач приче, примети да „само прави уметник зна стварну анатомију страшног или физиологију страха – тачну врсту линија и пропорција које се повезују са латентним инстинктима или наследним сећањима на страх, и одговарајуће контрасте боја и светлосне ефекте да подстакну успавани осећај страности”, он понавља Лавкрафтову књижевну критику о Поу, који је „тако савршено разумео саму механику и физиологију страха и страности”.
Терберов опис Пикмана као „темељног, мукотрпног и скоро научног реалисте” подсећа на Лавкрафтов приступ хорору у његовој пост-дансенијевској фази.
Прича пореди Пикманово дело са радовима бројних стварних уметника, укључујући Хајнриха Фислија, Гистава Дореа, Сиднија Сима, Ентонија Ангаролу, Франсиска Гоју и Кларка Ештона Смита.

## Техника
Техника приче је необична за Лавкрафта. Наратив у првом лицу има форму монолога усмереног ка читаоцу у ствари као фиктивном слушаоцу, чија се претпостављена убацивања подразумевају кроз приповедачеве одговоре на њих. Тангенцијални коментари откривају да се разговор одвија увече у приповедачевој дневној соби у Бостону, где су њих двојица управо стигли таксијем. Наратив у наративу о Пикману такође је монолог, усмерен на спољашњег приповедача као слушаоца. Оба наратива су колоквијална, лежерна и емоционално експресивна, што је нетипично за Лавкрафтове протагонисте и стил.

## Пријем
Фриц Лајбер је у свом есеју „Књижевни Коперник” похвалио причу због „врхунске језивости” њене последње реченице. Питер Кенон је ову причу називао „скоро савршеним примером Поовог принципа јединства ефекта”, иако као њену „једину слабост” наводи „неприродан крај”. Енциклопедија Х. Ф. Лавкрафта одбацује причу као „релативно конвенционалну”.